# 蒸餾塔

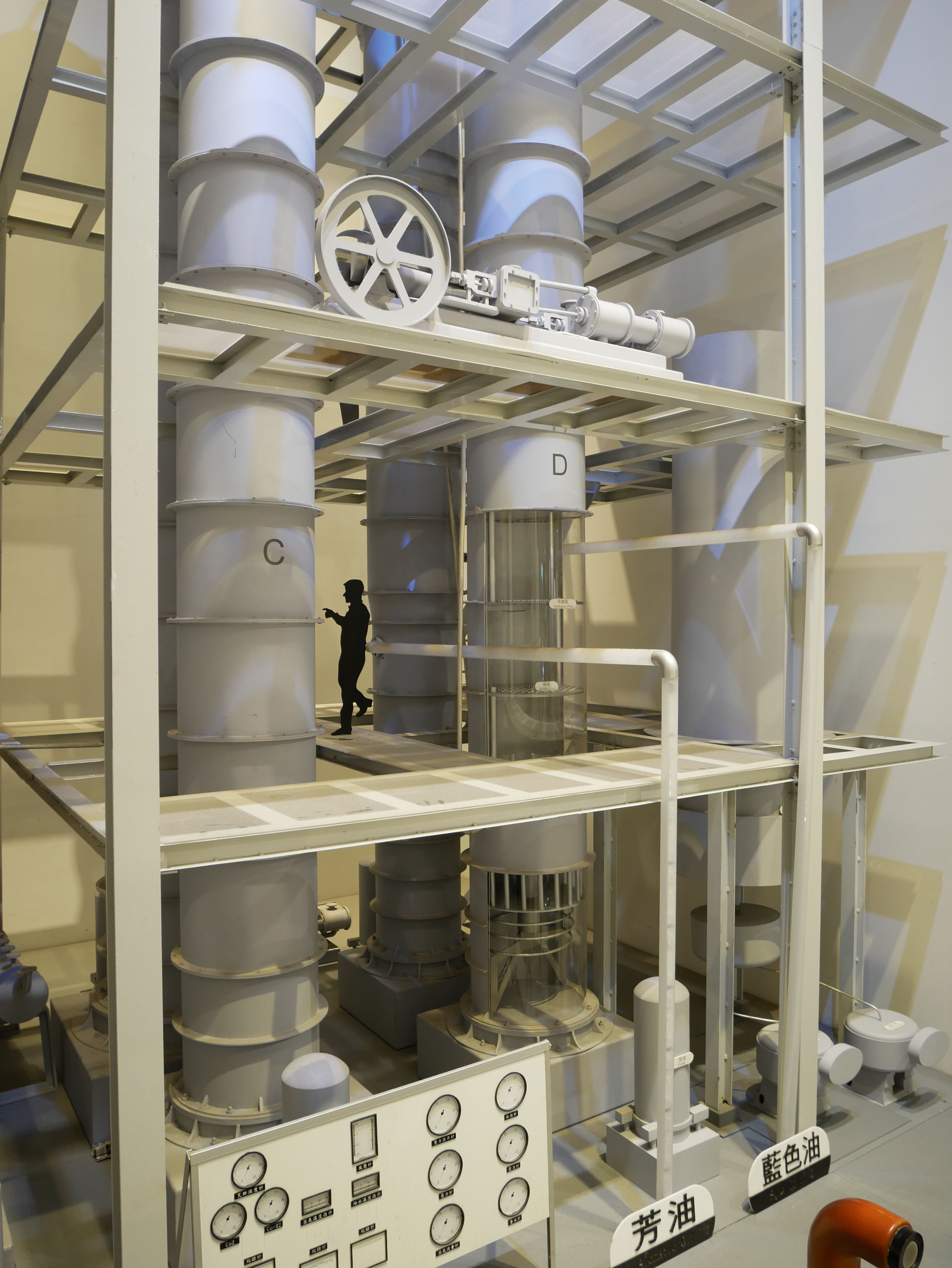
典型的工業蒸餾塔模型

蒸餾塔為化工常見單元。蒸餾塔主要是作蒸馏為主，利用沸點的差異，將物質分離。蒸餾塔主要分為板式塔與薄膜式塔。板式塔較為常見，其構造可分為板、重沸器、冷凝器三個部分。
比較典型的例子是用於石油的分餾。

## 分类
蒸馏塔主要分为板式塔和填料塔 

### 板式塔
板式塔按结构分为以下几种不同类型
1. 泡罩塔
2. 筛板塔
3. 浮阀塔
4. 舌片板塔与浮舌板塔
5. 穿流板塔

### 填料塔
填料塔塔体无任何差别，均为直立式圆筒。但可以按照填料方式不同加以区分：
1. 散装填料
2. 整砌填料（规整填料）

## 制造
蒸馏塔的制造先要把金属熔化，再用卷筒卷成筒状，冷却后再把几个筒焊接起来，最后再焊入接管。